# Рождество (фильм, 2015)
«Рождество» (англ. The Night Before) — американский рождественский фильм режиссёра Джонатана Ливайна. Фильм вышел в прокат в США 20 ноября 2015 года.

## Сюжет
После того как у Итана Миллера в автокатастрофе погибают родители, он и два его друга Айзек Гринберг и Крис Робертс решают праздновать каждое рождество вместе. В 2015 году друзья решают прекратить эту традицию, поскольку у Айзека скоро родится ребёнок, а Крис стал известным спортсменом. Перед этим Итан, работающем гардеробщиком, ворует три приглашения на вечеринку, на которую они всегда мечтали попасть.

## Актёрский состав
- Джозеф Гордон-Левитт — Итан Миллер
- Сет Роген — Айзек Гринберг
- Энтони Маки — Крис Робертс
- Джиллиан Белл — Бетси
- Лиззи Каплан — Диана
- Хелен Йорк — Синди
- Майкл Шеннон — мистер Грин
- Минди Калинг — Сара
- Илана Глейзер — Ребекка Гринч
- Аарон Хилл — Томми Оуэнс
- Трейси Морган — Санта / рассказчик
- Дарри Лоуренс — бабушка
- Нейтан Филдер — Джошуа
- Джейсон Мандзукас — плохой Санта #1
- Джейсон Джонс — плохой Санта #2
- Лоррейн Туссен — миссис Робертс
- Майли Сайрус — В роли самой себя

## Критика
Фильм получил смешанные оценки кинокритиков. На сайте Rotten Tomatoes фильм имеет рейтинг 66 % на основе 145 рецензии критиков со средней оценкой 5,9 из 10. На сайте Metacritic фильм получил оценку 58 из 100 на основе 31 рецензий, что соответствует статусу «смешанные или средние отзывы».